# Santibáñez el Alto
Santibáñez el Alto è un comune spagnolo di 535 abitanti situato nella comunità autonoma dell'Estremadura.